# Herluf Trolle
Herluf Trolle,  född 14 januari 1516 på Lillö slott i Skåne, död 25 juni 1565 efter sjöslaget utanför Bukow, var en dansk amiral och riksråd.

## Biografi
Han var det tolfte av Joachim Trolles femton barn. Som 19-åring studerade han i Köpenhamn, senare vid Wittenbergs universitet. Han var gift med Birgitte Gøye, dotter till skattmästare Mogens Gøye.

### Militär karriär
År 1557 utnämndes han till riksråd. Mellan 1559-1562 och 1564-1565 vad han chef för den danska marinen. Han deltog bland annat i det nordiska sjuårskriget och besegrade den svenska marinen i Första slaget vid Ölands norra udde i maj 1564. Efter vintern 1565 anföll danska styrkor åter de svenska förbanden. I sjöslaget utanför Bukow 1565 sårades han dödligt och avled.

### Psalmförfattare
Trolle är representerad i danska Psalmebog for Kirke og Hjem där han i författarpresentationen uppges ha varit en "berømt Søhelt", d.v.s. "berömd sjöhjälte". Han översatte den grekiska texten Te Deum till danska. I Psalmebog (1912) anges Ambrosius ha författat den grekiska ursprungstexten som Martin Luther översatte till tyska. Den tyska versionen översatte sedan Trolle översatte till danska. Texten, som sjungs till melodin "Från himlens höjd oss kommet är", publicerades först i Malmø Psalmebogen 1533, därefter i Hans Thomissøns Psalmebog 1569, Kingos Psalmebog 1699, Pontoppidans Psalmebog 1740, Guldbergs Psalmebog 1778, Evangelisk-christelig Psalmebog 1798 och Roskilde konvents Psalmebog 1855. 